# جبل ريباروي
جبل ريباوي، يُعرف أيضًا باسم مونتي ريباوي، هو جبل يقع في مقاطعة نامبولا شمال موزمبيق.
يتكوّن جبل ريباوي من كتلتين جبليتين من الجرانيت تُعرفان باسم إنسيلبرغ، يفصل بينهما واد ضيّق يبلغ عرضه نحو 3 كيلومترات، وتُعرف الكتلة الجبلية الشرقية باسم جبل مِبالوي. تُزرع المنحدرات السفلى للجبل على نطاق واسع، بينما تنتشر غابات الميومبو الجافة في المنحدرات الوسطى، وكذلك في الوادي الفاصل بين القمتين الشرقية والغربية. وتتكوّن القمم العليا من صخور الجرانيت المكشوفة، مع جيوب من أراضي الأعشاب الجبلية.
لا توجد في الجبل جداول مائية دائمة الجريان، غير أن عددًا من الجداول الموسمية تظهر خلال موسم الأمطار. ويُعد الجبل جزءًا من إقليم بيئي مقترح يُطلق عليه اسم أرخبيل الجبال المرتفعة في جنوب شرق إفريقيا.